# 开放民主联盟
开放民主联盟（英語：Coalition for Open Democracy），简作COD，是一个总部位于美国新罕布什尔州康科德的非营利组织，致力于竞选财务改革（campaign finance reform）。它由多丽丝·哈多克（Doris Haddock）创立于2009年。
该组织每年都会发起行走活动，以纪念哈多克。哈多克历来热衷于社会活动，1960年，她曾和丈夫成功地阻止美国政府在阿拉斯加一个因纽特人村庄附近试验氢弹。1999年1月1日，88岁高龄的哈多克从加州出发，步行5120公里，横穿美国，一路宣传竞选财务改革理念，成了媒体关注的焦点人物。2000年2月29日，她到达华盛顿哥伦比亚特区，4月21日，她与29人一起进入国会大厦，开始演讲时便遭到逮捕。